# グラニャーノ
グラニャーノ（イタリア語: Gragnano）は、イタリア共和国カンパニア州ナポリ県にある基礎自治体（コムーネ）。
「パスタの町」として知られる都市である。当地で生産されるパスタは、イタリア産パスタ、特にマカロニの生産量・輸出量の大きな部分を占める。「グラニャーノ産パスタ」 (it:Pasta di Gragnano) は、保護地理的表示(IGP) の対象となっている。

## 地理

### 位置・広がり
ナポリ県南西部のコムーネ。県都ナポリから南東へ28kmの距離にある。

#### 隣接コムーネ
隣接するコムーネは以下の通り。括弧内のSAはサレルノ県所属を示す。
- アジェーロラ
- カーゾラ・ディ・ナーポリ
- カステッランマーレ・ディ・スタービア
- レッテレ
- ピモンテ
- ラヴェッロ (SA)
- サンタントーニオ・アバーテ
- サンタ・マリーア・ラ・カリタ
- スカーラ (SA)

## 行政

### 分離集落
グラニャーノには、以下の分離集落（フラツィオーネ）がある。
- Aurano, Caprile, Castello, Sigliano, Iuvani, San Nicola Dei Miri, Parco Imperiale